# 에지케 우조에니
크리스탄투스 에지케 우조에니(영어: Christantus Ejike Uzoenyi, 1988년 3월 23일 ~ )는 나이지리아의 프로 축구 선수로, 에누구 레인저스에서 레프트 윙어로 뛰고 있다.

## 구단 경력
우조에니는 나이지리아와 프랑스에서 에님바, 레인저스 인터내셔널, 렌에서 클럽 축구를 했다. 2014년 2월 20일, 그는 남아프리카 공화국 클럽 마멜로디 선다운스와 계약했다. 2014년 6월 남아프리카 공화국으로 이적하기 전에 레인저스 인터내셔널와 임대로 남을 것이다. 2017년 2월 15일, 우조에니는 남아프리카 공화국 클럽 비드베스트 위츠와 계약했다. 그는 아약스 케이프타운에 합류했다. 우조에니는 2017년 12월 아약스 케이프타운과 결별했다.

## 국가대표팀 경력
우조에니는 2012년 나이지리아 국가대표팀으로 국제 무대에 데뷔했고, FIFA 월드컵 예선 전에 출전했다. 그는 2013년 아프리카 네이션스컵을 위해 나이지리아의 23명의 선수단에 소집되었다. 그는 2014년 아프리카 네이션스 챔피언십을 위해 나이지리아의 선수단에 지명되었고, 토너먼트의 가장 가치 있는 선수로 선정되었다.
우조에니는 2014년 FIFA 월드컵 임시 명단에도 이름을 올렸으며, 우와 에치에질레가 부상으로 제외되면서 최종 명단에 이름을 올렸다.